# Miqueias Haluen
Miquéias de Lima Haluen (Rio Branco, 26 de novembro de 1986) é um violinista brasileiro.

## Biografia
Descendente da civilização Inca, Miquéias é filho de Maria José e José Maria Haluen.
Iniciou seus estudos de violino aos 8 anos de idade na ONG Musicalizar, em sua cidade natal. Aos 17 anos, seu talento foi descoberto pela Dra. Glesse Collet, que o levou para estudar música em Brasília, na UnB, onde, junto à Orquestra de Cordas, gravou um CD na Alemanha (Hochschule Für Musik Karlsruhe).
Em 2005, foi apresentado à violinista búlgara Evgenia Maria Popova, que, encantada com o talento do jovem violinista, buscou junto ao Governo do Acre uma bolsa que possibilitou sua especialização em Sofia, na Bulgária (Academia Nacional Pancho Vladigerov).
Em 2008, retorna para o Brasil, atuando na Orquestra de Câmara do Estado do Mato Grosso. Em 2009, ingressa na Orquestra Sinfônica de Minas Gerais. Ainda em 2009, casa-se com a socióloga Daniela Brasil e fundam a ONG Sofia Academia de Arte, ensinando arte erudita para crianças carentes e em tratamento de câncer.
Ganhou em primeiro lugar, duas vezes consecutivas, em concursos para violino. Foi orientado por professores de renome internacional como E. Popova (discípula de L. Kogan), N. Koeckert (Bron - Oistrakh), E. Lehninger Rostal - Flesch, N. Erlich (Rostal - Flesch), Yuriy Rakevich (Conservatório P. I. Tchaikowsky de Moscou). Além de ser oriundo da linhagem do lendário Wieniawsky (Halluen - Popova - Kogan - Yampolsky/Heifetz - Auer - Joachim - Servaczynsky - Wienyawsky).